# نیل کامرون، بارون کامرون
نیل کامرون، بارون کامرون (انگلیسی: Neil Cameron, Baron Cameron of Balhousie; ۸ ژوئیهٔ ۱۹۲۰ – ۲۹ ژانویهٔ ۱۹۸۵) فرد نظامی اهل بریتانیا بود. وی همچنین برندهٔ جوایزی همچون مدال صلیب پرواز ممتاز (بریتانیا) شده‌است.